# Paracles uniformis
Paracles uniformis là một loài bướm đêm thuộc phân họ Arctiinae, họ Erebidae.